# Максимов Леонід Іванович
Леоні́д Іва́нович Макси́мов  — радянський державний діяч, 1-й заступник голови Ради міністрів Російської РФСР — міністр виробництва та заготівель сільськогосподарських продуктів Російської РФСР. Кандидат економічних наук.

## Біографія
Член ВКП(б).
У 1956—1963 роках — директор насінницького радгоспу «Кубань» Гулькевицького району Краснодарського краю.
У 1963 — січні 1964 року — завідувач відділу легкої, харчової промисловості та торгівлі ЦК КПРС; 1-й заступник міністр виробництва та заготівель сільськогосподарських продуктів Російської РФСР.
18 січня — 19 грудня 1964 року — 1-й заступник голови Ради міністрів Російської РФСР — міністр виробництва та заготівель сільськогосподарських продуктів Російської РФСР.
Потім працював у Держплані СРСР. На 1990 рік — заступник завідувача відділу науково-технічного прогресу апарату Ради міністрів СРСР.
Подальша доля невідома.

## Нагороди
- орден Трудового Червоного Прапора
- медалі